# Laurentowo
Laurentowo ist ein kleiner Ort in der polnischen Woiwodschaft Ermland-Masuren und gehört zur Gmina Dźwierzuty (Mensguth) im Powiat Szczycieński (Kreis Ortelsburg).
Laurentowo liegt in der südlichen Mitte der Woiwodschaft Ermland-Masuren, 21 Kilometer nordwestlich der Kreisstadt Szczytno (deutsch Ortelsburg).
Über Gründung und Geschichte des Weilers (polnisch Osada) Laurentowo liegen keine Unterlagen vor, auch nicht über einen etwaigen deutschen Namen aus der Zeit vor 1945.
Möglich ist eine (Namens-)Beziehung zu einem früheren und nicht mehr existenten Ort Laurettenhof, der nicht weit entfernt nördlich lag.
Kirchlicherseits liegt Laurentowo im Bereich der evangelischen bzw. katholischen Kirche in Dźwierzuty, zugehörig Evangelisch-Augsburgischen Kirche in Polen bzw. zum katholischen Erzbistum Ermland.
Laurentowo liegt an einer Straße, die Dźwierzuty (Mensguth) mit Rumy (bis 1938 Rummy A bzw. B, 1938 bis 1945 Rummau Ost bzw. Rummau West) verbindet. Eine Bahnanbindung gibt es nicht.